# Wald und Magerrasen bei Roßdorf

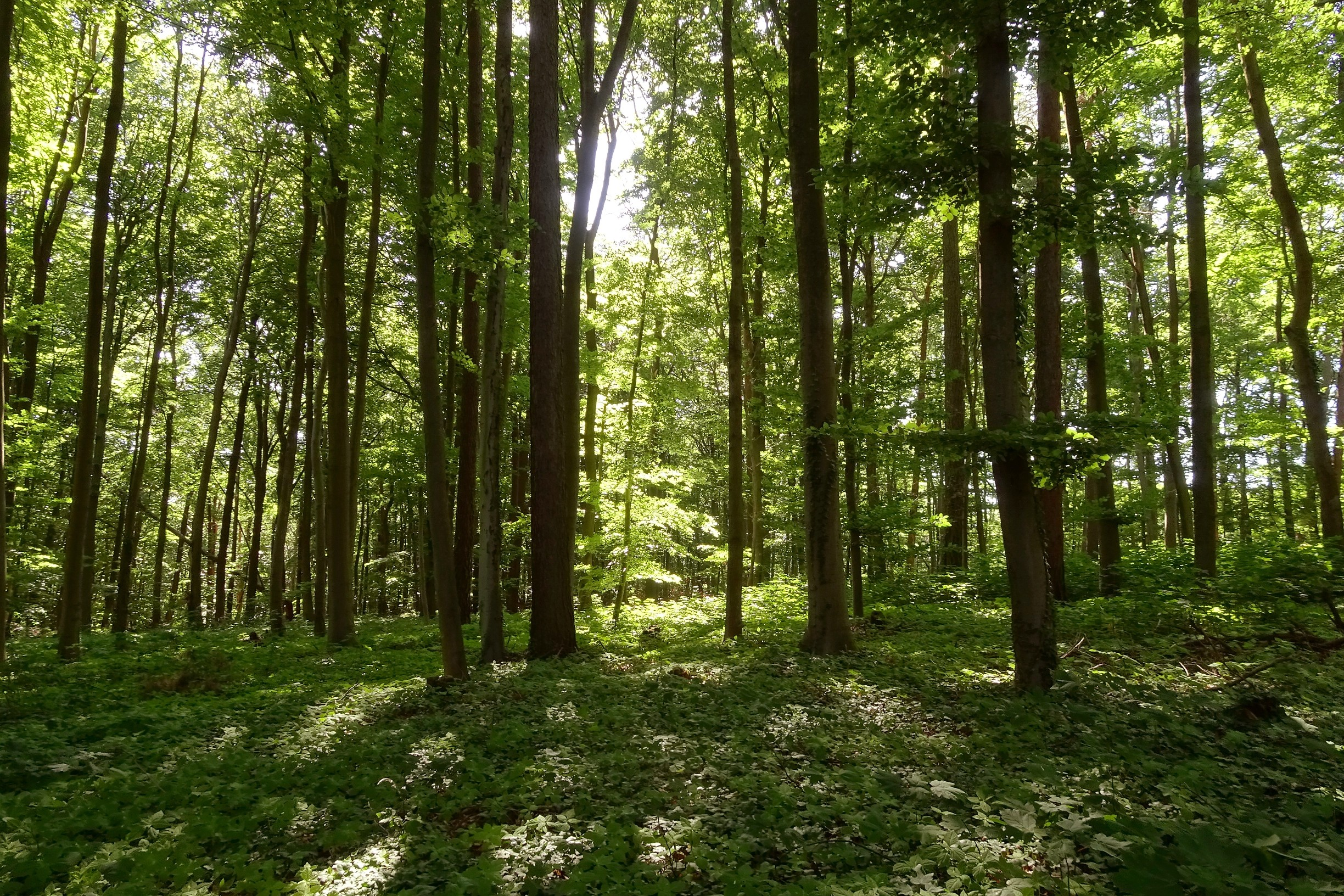
Buchenwald westlich von Roßdorf (2020)

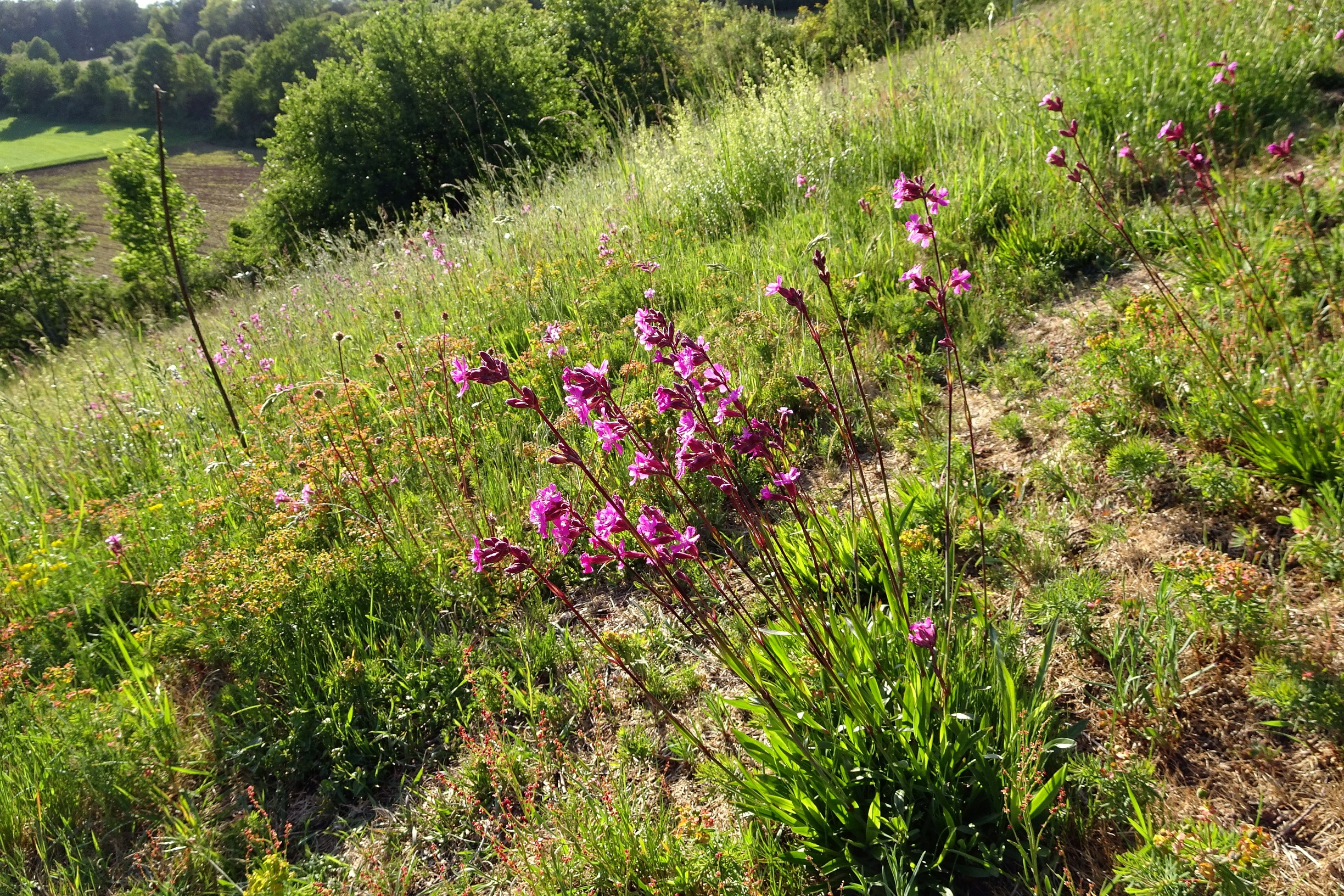
Magerrasen am Rehberg, Gewöhnliche Pechnelke (2020)

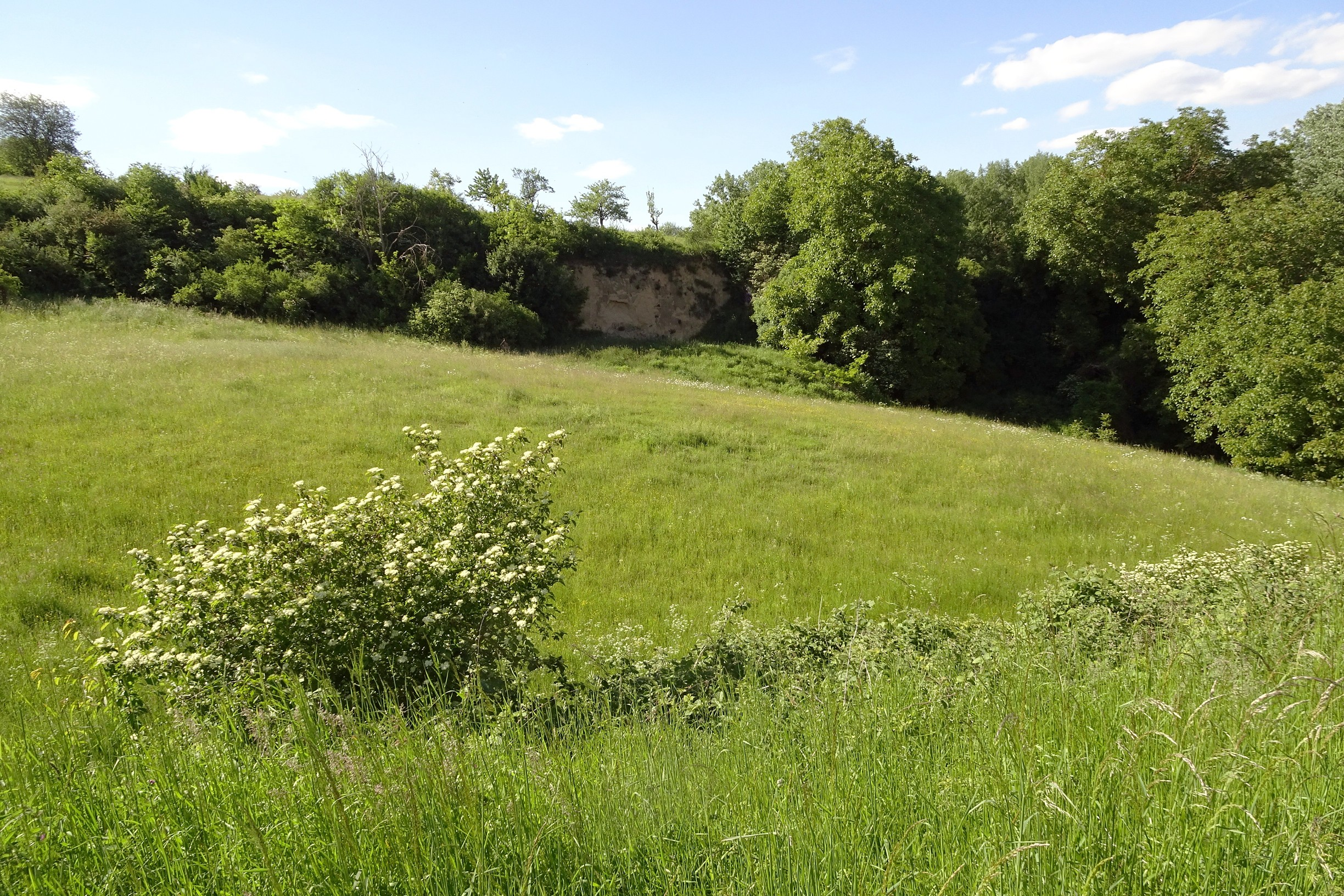
Magerwiese und Lössabstich am Osthang des Roßbergs (2020)

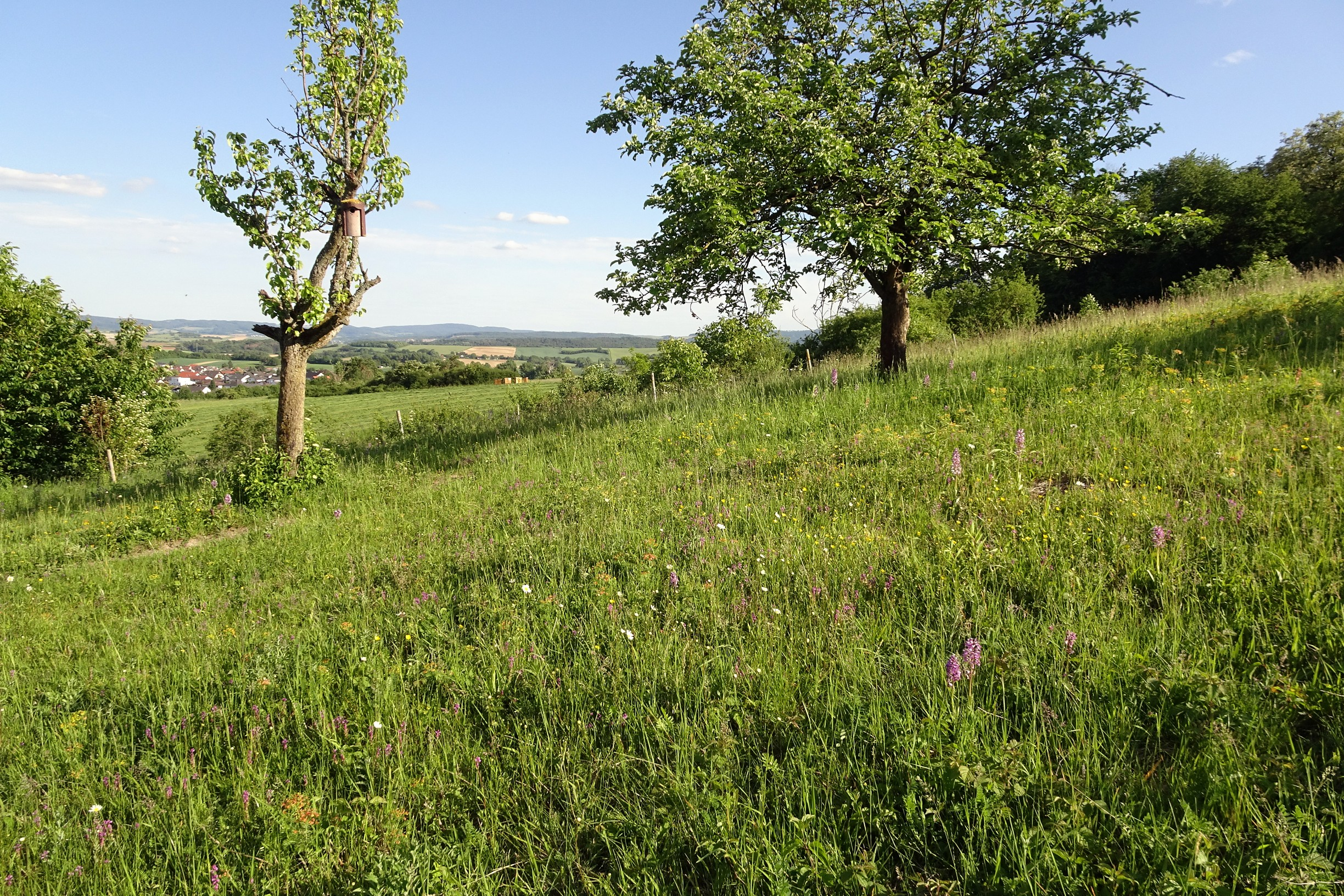
Orchideenreicher Magerrasen am Roßberg mit Helm-Knabenkraut (2020)

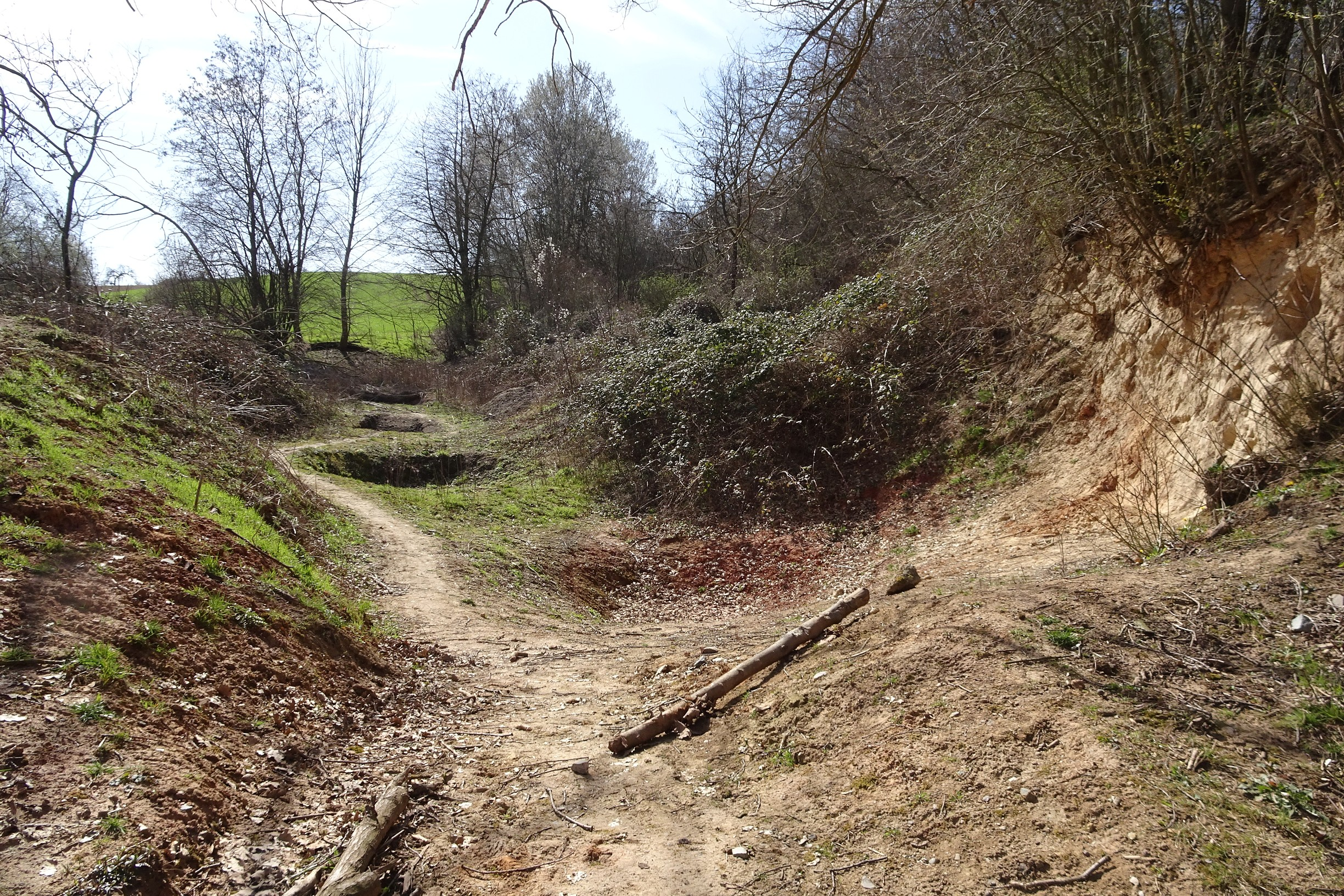
Lössmulden am Roßberg (2021)

Das Natura2000-Gebiet Wald und Magerrasen bei Roßdorf  liegt im Gebiet von Ober-Ramstadt und Roßdorf im Landkreis Darmstadt-Dieburg in Südhessen. Die Ausweisung als FFH-Gebiet 6118-305 erfolgte mit der Verordnung vom 16. Januar 2008 (geändert am 20. Oktober 2016).

## Lage
Das FFH-Gebiet „Wald und Magerrasen bei Roßdorf“ liegt naturräumlich im südlichen Messeler Hügelland und Reinheimer Hügelland. Es befindet sich in den Gemarkungen von Ober-Ramstadt und Roßdorf auf 194 bis 289 Meter Meereshöhe. Das Schutzgebiet hat eine Gesamtfläche von 216,3 Hektar und besteht aus zwei Teilflächen: Die größere (202,6 Hektar), überwiegend bewaldete Fläche erstreckt sich westlich von Roßdorf nach Süden bis zum Waldrand nordwestlich von Ober-Ramstadt. Im Nordwesten grenzt das Naturschutzgebiet „Großer und kleiner Bruch bei Roßdorf“ an. Im Osten umschließt sie auch die offeneren Höhen des Hundsrück und die Kuppe des Rehbergs (Rehkopf), welcher bereits als Naturdenkmal geschützt ist. Die zweite, mit 13,6 Hektar deutlich kleinere Teilfläche folgt einem offeneren Geländerücken östlich vom Basaltsteinbruch am Roßberg.

## Geschichte und Beschreibung
Der Waldbereich westlich von Roßdorf ist historisch alter Hochwald im ehemals landgräflichen, später großherzoglichen Jagdgebiet. Er besteht überwiegend aus Rotbuchenwald mit einigen Nadelholzbeständen. An den Waldrändern und entlang breiter Waldwege erstrecken sich wärmeliebende Säume.
Die Hänge und Kuppen von Hundsrück und Rehberg sind schon seit Jahrhunderten waldfrei und wurden früher ackerbaulich, zeitweise wohl auch für Weinanbau genutzt. Reste einer ehemaligen Terrassierung sind stellenweise noch erkennbar. Seit der Mitte des 20. Jahrhunderts wurden die Äcker entweder in Grünland umgewandelt oder lagen brach. Heute findet sich dort ein Mosaik von extensiven Weiden, intensiven Pferdekoppeln, Mähwiesen, Gehölzen und Streuobst.
Auch der Roßberg ist schon lange gerodet und wurde um 1750 mit Ausnahme seiner steinigen Kuppe weidewirtschaftlich genutzt. Im Jahr 1776 begann der Abbau des Basalts. Im 20. Jahrhundert wurden am Hang östlich des Steinbruchkraters stellenweise Hybridpappeln angepflanzt. Von den 1950er Jahren bis 1988 war der Osthang als Motocross-Gelände verpachtet. Heute umfasst die zweite Teilfläche des Schutzgebietes im oberen Teil Halbtrockenrasen, Magerwiesen, Obstbäume und Hecken, der untere Hang zeigt starken Aufwuchs von Robinien. Entlang der ehemaligen Motocross-Strecke gibt es in den Löss eingekerbte Fahrspuren und mehrere kleine Tümpel.

## Flora und Fauna
Die schutzwürdigen Wälder sind strukturreicher, naturnaher Waldmeister-Buchenwald (68 % der Schutzgebietsfläche) und Hainsimsen-Buchenwald.
Die Halbtrockenrasen sind gekennzeichnet durch Fieder-Zwenke, Aufrechte Trespe, Zypressen-Wolfsmilch, Echtes Labkraut und Kleiner Wiesenknopf. Am Roßberg gedeiht zudem ein großer Bestand von Helm-Knabenkraut, weitere Besonderheiten sind Echte Mondraute und Nelken-Sommerwurz. Am Rehberg blühen Kriechende Hauhechel, Knolliger Hahnenfuß, dazu seltene Arten wie Blutroter Storchschnabel, Rispige Graslilie, Berg-Haarstrang und Mittleres Leinblatt. Sporadisch treten auch Gewöhnlicher Fransenenzian und Kreuz-Enzian auf.
In den Saumbiotopen an Waldwegen und Waldrand findet der Schmetterling Russischer Bär seine Nektarpflanzen. In den flachen Tümpeln und Waldbereichen am Osthang des Roßbergs kommt eine kleine Population der Gelbbauchunke vor.

## Erhaltungs- und Schutzziele
In dem FFH-Gebiet sollen folgende Lebensraumtypen erhalten werden:
- 6212 (*) Naturnahe Kalk-Trockenrasen und deren Verbuschungsstadien (Festuco-Brometalia)
- 9110 Hainsimsen-Buchenwald (Luzulo-Fagetum)
- 9130 Waldmeister-Buchenwald (Asperulo-Fagetum)

Als Erhaltungsziele der Arten nach Anhang II der FFH-Richtlinie werden folgende Tiere  genannt:
- Bombina variegata (Gelbbauchunke)
- Euplagia quadripunctaria (Russischer Bär oder Spanische Flagge)

## Pflege und Bewirtschaftung
Um die Schutzziele zu erreichen, sollen in den Wäldern naturnahe und strukturreiche Bestände gefördert werden, die stehendes und liegendes Totholz, Höhlenbäume sowie lebensraumtypische Baumarten in verschiedenen Entwicklungsstufen und Altersphasen aufweisen.
Die artenreichen Magerrasen sollen von Gehölzbewuchs offengehalten werden und extensiv mit Schafen oder Eseln beweidet werden. Ein Bewirtschaftungsplan regelt die nötigen Bewirtschaftungsweisen und Pflegeeingriffe zu Erhaltung der schutzwürdigen Arten.

## Beeinträchtigungen
Da der Rehkopf ein stark besuchtes Ausflugsziel ist, wird der dortige Magerrasen durch Tritt und Nährstoffeintrag beeinträchtigt. Gefährdet sind die artenreichen Halbtrockenrasen vor allem durch Verbuschung und fehlende Beweidung oder Mahd.